# ATP de Houston de 2013
O ATP de Houston de 2013 foi um torneio de tênis masculino disputado em quadras de saibro na cidade de Houston, Texas, nos Estados Unidos. Esta foi a 45ª edição do evento, disputado no River Oaks Country Club. 

## Distribuição de pontos
| Evento            | V   | F   | SF | QF | Segunda rodada | Primeira rodada | Q  | Q3 | Q2 | Q1 |
| Simples masculino | 250 | 150 | 90 | 45 | 20             | 0               | 12 | 6  | 0  | 0  |
| Duplas masculinas | 250 | 150 | 90 | 45 | 0              | —               | —  | —  | —  | —  |

## Chave de simples

### Cabeças de chave
| País | Jogador           | Rank1 | Cabeça |
| ---- | ----------------- | ----- | ------ |
| ESP  | Nicolás Almagro   | 12    | 1      |
| GER  | Tommy Haas        | 14    | 2      |
| ARG  | Juan Mónaco       | 19    | 3      |
| USA  | Sam Querrey       | 20    | 4      |
| USA  | John Isner        | 23    | 5      |
| ESP  | Fernando Verdasco | 30    | 6      |
| ITA  | Paolo Lorenzi     | 57    | 7      |
| USA  | Michael Russell   | 73    | 8      |

- 1 Rankings como em 1 de abril de 2013

### Outros participantes
Os seguintes jogadores receberam convites para a chave de simples:
- Steve Johnson
- Jack Sock
- Rhyne Williams

Os seguintes jogadores entraram na chave de simples através do qualificatório:
- Facundo Argüello
- Robby Ginepri
- Bradley Klahn
- Gerald Melzer

O seguinte jogador entrou na chave de simples como lucky loser:
- Ivo Karlović

### Desistências
Antes do torneio
- Carlos Berlocq
- Leonardo Mayer
- Sam Querrey

## Chave de duplas

### Cabeças de chave
| País | Jogador           | País | Jogador         | Rank1 | Cabeça |
| ---- | ----------------- | ---- | --------------- | ----- | ------ |
| USA  | Bob Bryan         | USA  | Mike Bryan      | 2     | 1      |
| MEX  | Santiago González | USA  | Scott Lipsky    | 61    | 2      |
| PHI  | Treat Conrad Huey | GBR  | Dominic Inglot  | 65    | 3      |
| USA  | Eric Butorac      | ISR  | Jonathan Erlich | 99    | 4      |

- 1 Rankings como em 1 de abril de 2013

### Outros participantes
As seguintes parcerias receberam convites para a chave de duplas:
- Steve Johnson /  Jack Sock
- Fernando Verdasco /  Mischa Zverev

## Campeões

### Simples
- John Isner venceu  Nicolás Almagro, 6–3, 7–5

### Duplas
- Jamie Murray /  John Peers venceram  Bob Bryan /  Mike Bryan, 1–6, 7–6(7–3), [12–10]